# Thành phố Jersey
Thành phố Jersey (tiếng Anh: Jersey City) là quận lỵ của quận Hudson, tiểu bang New Jersey, Hoa Kỳ. Tính đến năm 2007, dân số thành phố ước tính là 242,389, đây là thành phố lớn thứ 2 ở bang New Jersey sau Newark.

## Liên kết
- Official website
- Destination Jersey City